# Lacinipolia lunolacta
Lacinipolia lunolacta là một loài bướm đêm trong họ Noctuidae.